# Choniognathus verhoeffei
Choniognathus verhoeffei is een krabbensoort uit de familie van de Majidae. De wetenschappelijke naam van de soort is voor het eerst geldig gepubliceerd in 1929 door Balss.